# (2324) Janice
(2324) Janice (1978 VS4) – planetoida z pasa głównego asteroid okrążająca Słońce w ciągu 5,44 lat w średniej odległości 3,09 au. Odkryta 7 listopada 1978 roku.